# Каннетелла
Каннетелла — це неаполітанська літературна казка, яку розповів Джамбаттіста Базіле у своїй праці «Пентамерон» 1634 року. Ендрю Ленг включив її до «Сірої казкової книги», яку зібрав Герман Клетке.
Інша версія цієї історії описана в «Книзі чарівників» Рут Меннінг-Сандерс.

## Конспект
Король хотів мати дитину, і в нього народилася донька, яку він назвав Каннетелла. Коли вона виросла, він хотів одружити її. Вона не хотіла цього, але нарешті погодилася, якщо її чоловік не матиме подібних у світі. Він представив кандидатів, і коли вона виявила їхні вади, дійшов висновку, що вона взагалі не хоче одружуватися. Кеннетелла сказала, що вийде заміж за чоловіка із золотим волоссям та золотими зубами.
Фіораванте, смертельний ворог короля і чарівник, обернувся на людину із золотим волоссям і золотими зубами. Король погодився на їхній шлюб, але Фіораванте наполягав на вивезенні принцеси без почту й багажу. Коли вони дійшли до стайні, він залишив її там, суворо наказавши не виходити й не потрапляти нікому на очі, а харчуватися лише тим, що дають коням. Одного разу, дивлячись крізь діру, вона побачила сад, наповнений лимонами, квітами, цитронами та лозами. Її охопило бажання мати гроно винограду, і вона його вкрала. Коні сказали Фіораванте, коли він повернувся, і він був готовий зарізати її, але вона благала зберегти своє життя; він висунув їй ті самі умови і знову пішов.
Прийшов королівський слюсар, і Каннетелла покликала його, переконала, що це справді вона, попри її змінений вигляд, і змусила його переправити її назад до батька. За нею прийшов Фіораванте. Він підкупив стару жінку, щоб вона дозволила йому побачити принцесу, і Каннетелла побачила його. Вона попросила свого батька побудувати для неї кімнату з сімома залізними дверима. Фіораванте повернувся до старої і попросив її піти в замок, продавати рум'яна, і підсунути аркуш паперу в ліжко принцеси, щоб зачарувати всіх, хто спить. Усі поснули. Фіораванте увірвався через усі сім дверей, щоб дістатися до принцеси, і підняв її разом з постіллю, щоб винести, але він загубив папір, і всі прокинулися. Вони накинулися на нього і порізали на шматки.